# Kolossen på Rhodos

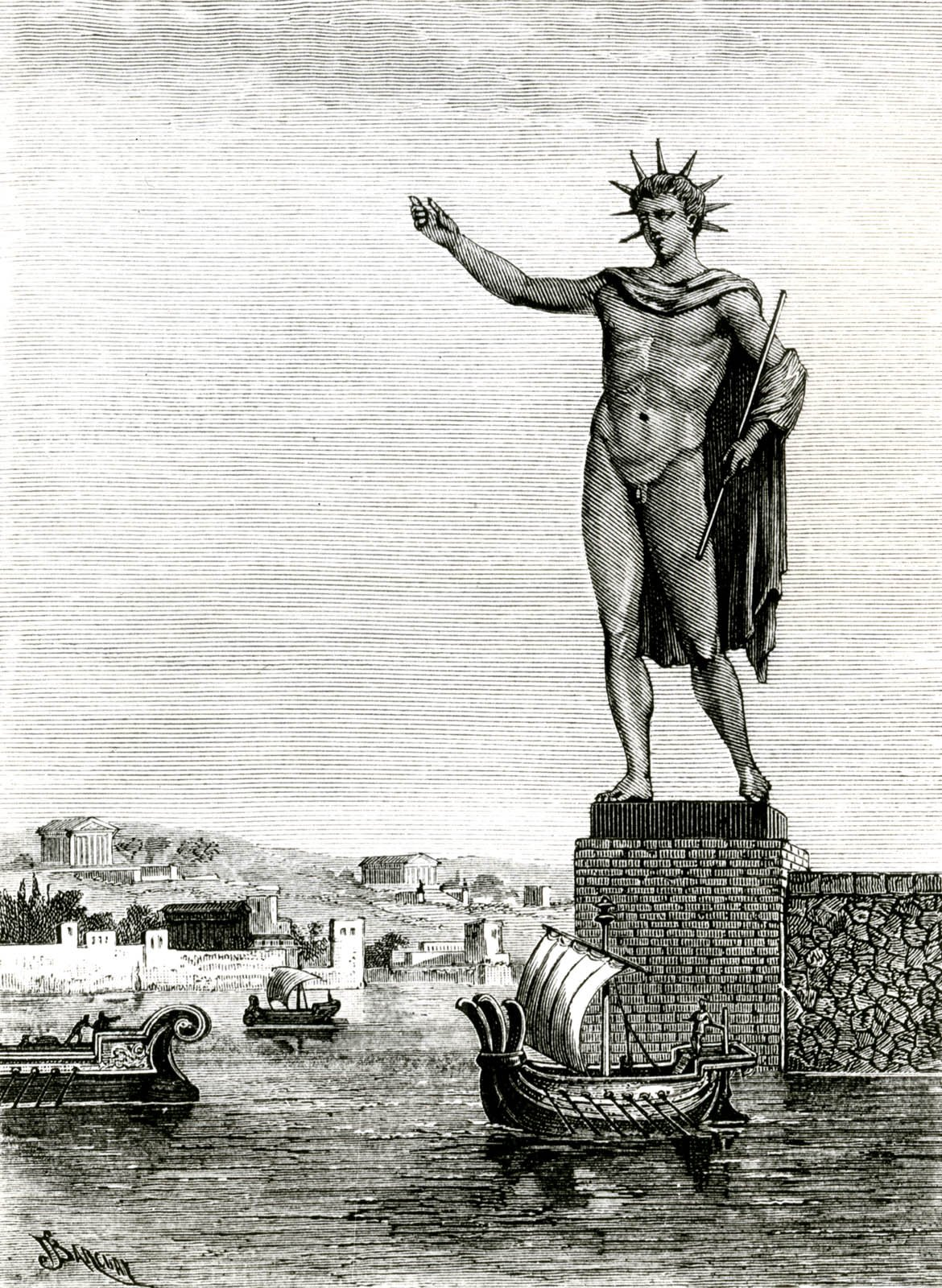
Kolossen enligt en gravyr från 1800-talet.

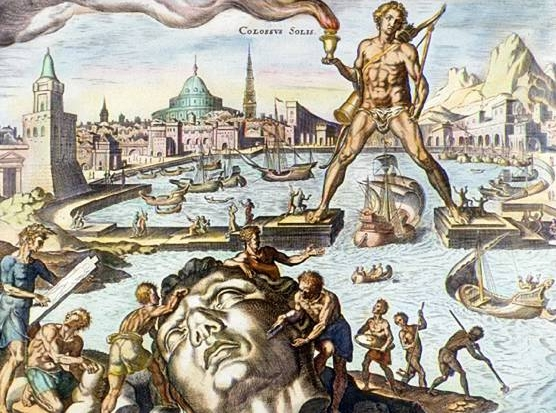
På senare illustrationer avbildas kolossen ofta felaktigt grenslande hamninloppet. Här en gravyr av Maarten van Heemskerck.

Kolossen på Rhodos (grekiska Κολοσσός της Ρόδου) var en enorm staty av solguden Helios som byggdes på 280-talet f.Kr. efter ritningar av den grekiske bildhuggaren Chares. Den ansågs så imponerande att den räknades som ett av världens sju underverk. Den var placerad vid inloppet till Rhodos hamn, men exakt var är oklart. Den restes för att fira Rhodos seger över den cypriotiske generalen Antigonus I Monophthalmus son, som misslyckades att belägra ön 305 f.Kr.
Samtida källor anger att den mätte ungefär 33 meter och hade ungefär samma dimensioner som Frihetsgudinnan i New Yorks hamn idag; den stod dock på ett lägre fundament. Den var antikens högsta skulptur. Illustrationer som visar kolossen bredbent grensle över hamninloppet är ett senare påhitt utan stöd i uppgifterna från antiken. Kolossen byggdes runt en inre stålkonstruktion som bekläddes med kopparplåtar, men delar var möjligen huggna i sten, exempelvis fötterna. Insidan fylldes sedan med sten. Den 15 meter höga piedestalen bestod av marmor. 
Kolossen stod bara i 50–60 år, innan den förstördes av en jordbävning år 226 f.Kr. Även när den fallit var den så imponerande att man reste långväga för att se den och delar låg kvar i närmare 800 år. Både Filon och Plinius den äldre besökte och omskrev resterna. Efter en arabisk erövring av ön år 654 e.Kr. såldes rester av statyn till en affärsman som förde dem till Edessa med hjälp av, som det sägs, 900 kameler.

## I populärkulturen
Den italienske regissören Sergio Leones debutfilm från 1961 hette Kolossen på Rhodos och utspelar sig på Rhodos under 200-talet f.Kr. 
Nils-Olof Franzéns ungdomsdeckare Agaton Sax och den bortkomne mr Lispington utspelar sig delvis på Rhodos, och Kolossen på Rhodos är där namnet på en storvuxen ligaledare.